# تری‌پپتیدیل پپتیداز
تری‌پپتیدیل پپتیداز (انگلیسی: Tripeptidyl peptidase) نوعی آنزیم است که دارای ۲ نوع مختلف زیر است:
- تری‌پپتیدیل پپتیداز ۱
- تری‌پپتیدیل پپتیداز ۲